# 교향곡 10번 (쇼스타코비치)
드미트리 쇼스타코비치의 교향곡 10번, Op. 93은 1953년 12월 17일 예브게니 므라빈스키가 지휘하는 레닌그라드 필하모닉 오케스트라 에서 초연되었다. 언제 작성되었는지는 명확하지 않다. 작곡가에 따르면 이 교향곡은 1953년 7월에서 10월 사이에 작곡되었지만 타티야나 니콜라예바는 1951년에 완성했다고 밝혔다. 일부 자료의 스케치는 1946년으로 거슬러 올라간다.

## 구성
교향곡은 4 악장 과 약 50분 길이로 구성되어 있다.
1. Moderato
2. Allegro
3. Allegretto – Largo – Più mosso
4. Andante – Allegro – L’istesso tempo

첫 번째이자 가장 긴 악장은 거친 소나타 형식의 느린 악장이다. 그의 교향곡 5번에서와 같이 쇼스타코비치는 푸시킨을 인용한다. 개인의 정체성이라는 이 주제는 3악장과 4악장에서 다시 강조된다.
3악장 녹턴은 쇼스타코 비치를 대표하는 DSCH 테마와 엘미라 테마에 구축되었다.
네 번째이자 마지막 악장에서 느린 "Andante" 도입부는 DSCH 테마가 다시 사용되는 "Allegro"로 갑자기 이어진다. 코다는 E 장조로의 전환에 영향을 미치며, 마지막 소절에서 여러 악기가 E에서 다음 E로 글리산도한다.